# Abeo
Abeo (en idioma asturiano y oficialmente Abéu) es un lugar de la parroquia asturiana de Leces, en el concejo de Ribadesella, en España.
En el año 2009 tenía una población de 43 habitantes, repartida entre los barrios de La Quintana, El Cueto, El Manso, La Rocina, La Viña y La Almadera, y alguna vivienda aislada.
Está situado en la rasa marina, alejado a una distancia algo superior a 1 km de la línea de costa, a un altitud de 80 m.
Se localiza al este del nacimiento del arroyo de San Pedro y del lugar de San Pedro. Es accesible por carretera desde el lugar de San Esteban, distando 5 km de la capital del concejo.
De entre sus edificios destaca el palacio de los Argüelles. Este soberbio edificio fue construido en Caravia la Alta y posteriormente trasladado a esta población piedra a piedra. El palacio posee una capilla, unidos ambos edificios por una sucesión de arcos de medio punto.
Abeo era lugar de paso del Camino de Santiago de la costa. Los peregrinos llegaban a Abeo, desde la capital, Ribadesella, siguiendo el curso del arroyo de San Pedro hasta la Venta del Manso, actualmente en ruinas. 